# Segatrice

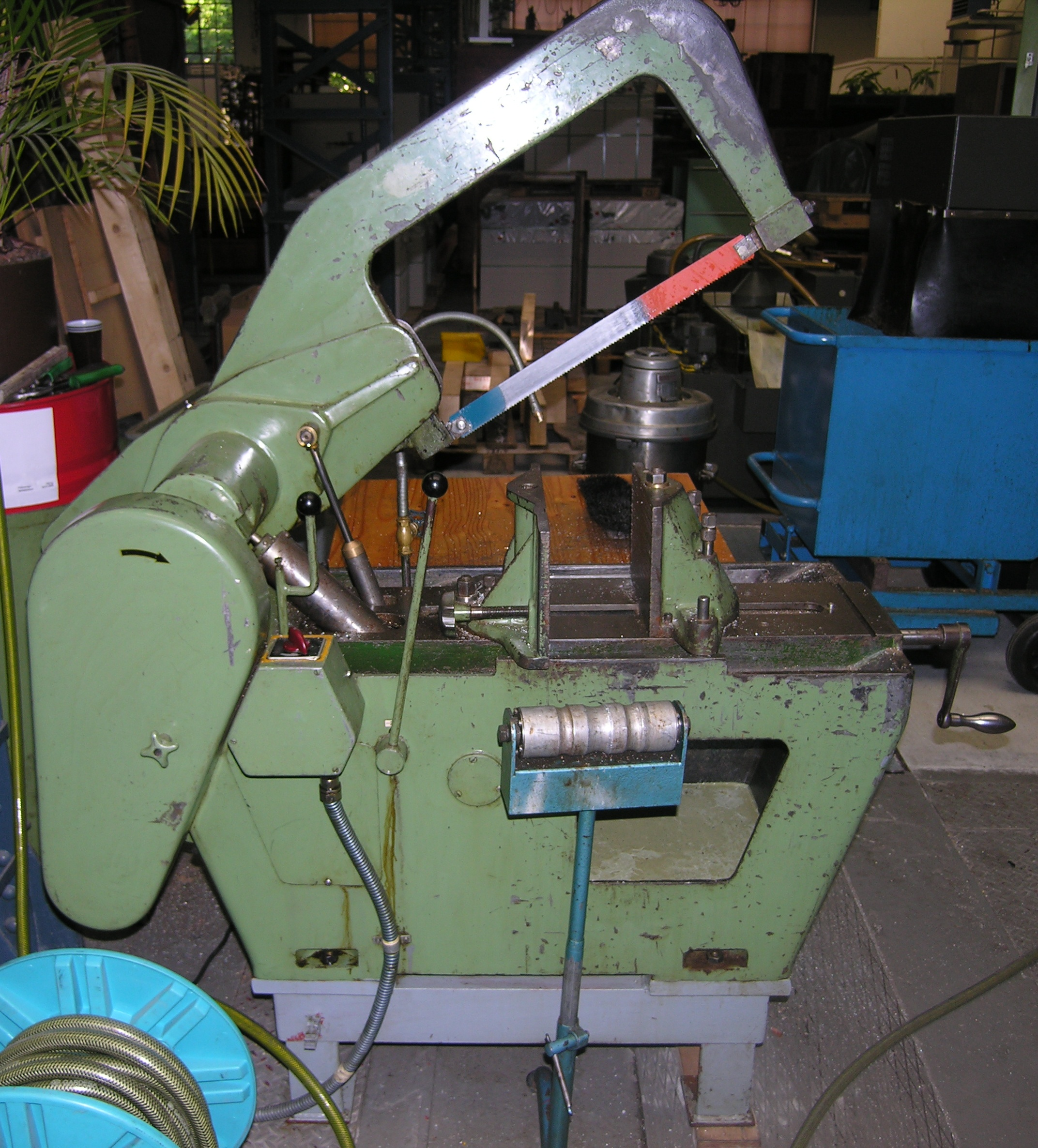
Una segatrice

La segatrice o sega meccanica è una macchina utensile per il taglio di metalli tramite lama di sega. Solitamente il taglio riguarda barre o profilati.

## Tipologie
Può essere fondamentalmente di tre tipi:
- alternativa: l'utensile è costituito da una sega ad arco, del tutto simile nella forma al seghetto a mano per metalli, che tende una lama diritta; il moto di lavoro è alternativo, e la pressione di taglio può essere regolata con dispositivi di diverso tipo;
- a nastro: assomiglia strutturalmente alla sega a nastro utilizzata per il legname, ma ha dimensioni minori e maggior robustezza; la lama è chiusa ad anello ed il moto di lavoro è continuo. In quasi tutte le macchine il nastro è disposto orizzontalmente invece che verticalmente;
- a disco o circolare: simili strutturalmente alla sega circolare per legno, ma con lame a disco di altro tipo.

### Segatrice a nastro

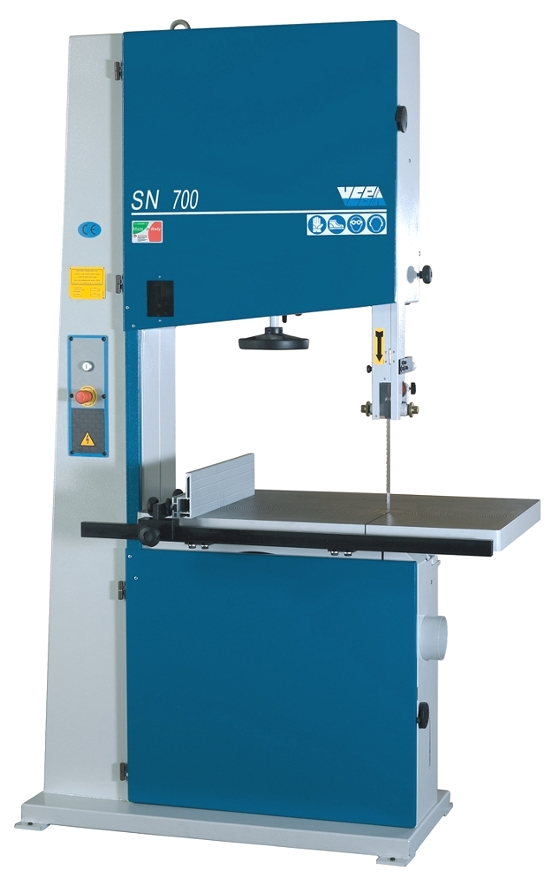
Esempio di sega a nastro

La segatrice a nastro è una macchina utensile utilizzabile esclusivamente per il taglio di materiali metallici, barre metalliche, profilati, tubi con le caratteristiche di seguito riportate.
È costituita principalmente da:
- basamento
- morsa per il bloccaggio del pezzo
- arco o testa mobile girevole, sulla quale sono installati il motore elettrico, le pulegge e la lama
- leva con l’impugnatura ed il pulsante di azionamento della lama
- freno idraulico per la discesa dell’arco per i (modelli gravitazionali)
- circuito di raffreddamento a liquido con vasca di raccolta del refrigerante (modelli con impianto)
- circuito idraulico per la discesa e salita dell’arco modelli (semiautomatici e automatici)
- 'quadro elettrico di comando (vedi modelli provvisti)

Altra caratteristica importante è la capacità di taglio che viene indicata su tre tipologie di forme:
- Taglio a sezione circolare pieno o cavo
- Taglio a sezione quadra pieno o cavo
- Taglio a sezione rettangolare pieno o cavo.

Per quanto concerne il motore la scelta ricade principalmente su motore ad inverter o motore ad induzione (solitamente per i modelli solo professionali)
I motori ad inverter sono equipaggiati con brevetto S.R.R. (Sistema di Riduzione del Rumore) che partendo da un motore a magneti permanenti a corrente continua controllato da un inverter, garantiscono una riduzione del rumore del 60%. Anche i giri del rotore vengono mantenuti bassi per non far scaldare il motore e le parti rotanti, e sono variabili (da 1800 a 4000 giri/min), questo da una lunga vita al motore e la sostituzione delle spazzole avviene dopo circa 1500 ore di lavoro. Le pulegge sono solitamente in ghisa per permettere l’utilizzo di spray durante il taglio.
I motori ad induzione sviluppano un numero di giri fisso, costante (circa 3000 g/min) e utilizzano un rotore per poter offrire tutta la coppia necessaria. Sono caratterizzati dall'assenza totale di manutenzione in quanto non esistono spazzole o carboncini da sostituire. Vengono progettati ad una o due velocità, ad un valore ideale per utilizzi intensivi e per chi cerca una macchina inesauribile.  I modelli si dividono in tre categorie segatrici a nastro manuale e gravitazionali, segatrici a nastro semiautomatiche e segatrici a nastro automatiche
I modelli si differenziano principalmente per lavorare a secco, senza lubrificazione e quelle con l’impianto refrigerante provviste di basamento per il circuito di raffreddamento.

#### Segatrice a nastro manuale o gravitazionale
Questa gamma di segatrice a nastro viene azionata manualmente dall'operatore. Il dispositivo di comando è un interruttore di sicurezza (pulsante) ad azione mantenuta.
Esso assicura l’utilizzatore contro il pericolo di avviamenti indesiderati e/o accidentali della macchina, in quanto l’azionamento della lama può avvenire solamente attraverso un’azione volontaria atta allo scopo.  Come detto, il comando è ad azione mantenuta, perciò la rotazione della lama continua sino a che l’operatore preme il pulsante stesso.
Il modello gravitazionale si differisce per avere un freno idraulico, che controlla la discesa dell’arco in maniera automatica senza bisogno dell’operatore, l’azionamento e il ritorno sono sempre manuali.
Nella parte anteriore, è posta la leva di bloccaggio della testa della sega che permette la rotazione dell’arco quando occorre fare dei tagli inclinati (con angoli da 0 a 45° 0 60°) vedi specifica dei vari modelli.  Nella parte posteriore del carter della lama è fissata la staffa a cui è collegata la molla di ritorno della testa mobile.  Nella parte anteriore della macchina, è presente la morsa di bloccaggio del pezzo che può essere in ghisa o alluminio.
Per bloccare il pezzo nella morsa, è necessario posizionare il pezzo nella posizione desiderata, quindi agire sulla leva o di chiusura della morsa.  Nella parte anteriore dell’arco, è presente un volantino per la regolazione della tensione della lama.
In corrispondenza del punto in cui la lama esce dal carter per lasciare esposta la parte utile al taglio è presente il copri lama regolabile. Una leva ne blocca la posizione.

#### Segatrice a nastro semiautomatica
Queste segatrici semiautomatiche differiscono dalle manuali per il movimento controllato dell’arco. Il comando avviene tramite pulsante che aziona la chiusura della morsa ad azionamento rapido (in alcuni modelli è manuale) e innesta la discesa. Il comando di inclinazione del taglio è a manuale.

#### Segatrice a nastro automatica
Le segatrici automatiche sono completamente controllate da un circuito idraulico o pneumatico.  Il ciclo di taglio avviene in modo automatico e azionato il tasto di taglio la macchina fa un avanzamento del materiale con chiusura morsa fissa, poi inizia la rotazione della lama e erogazione del liquido emulsionabile con discesa arco fino al completamento taglio. Il ritorno arco e stop rotazione lama ed erogazione liquido refrigerante concludono il ciclo fino all'apertura morsa fissa.

### Segatrice a disco o circolare

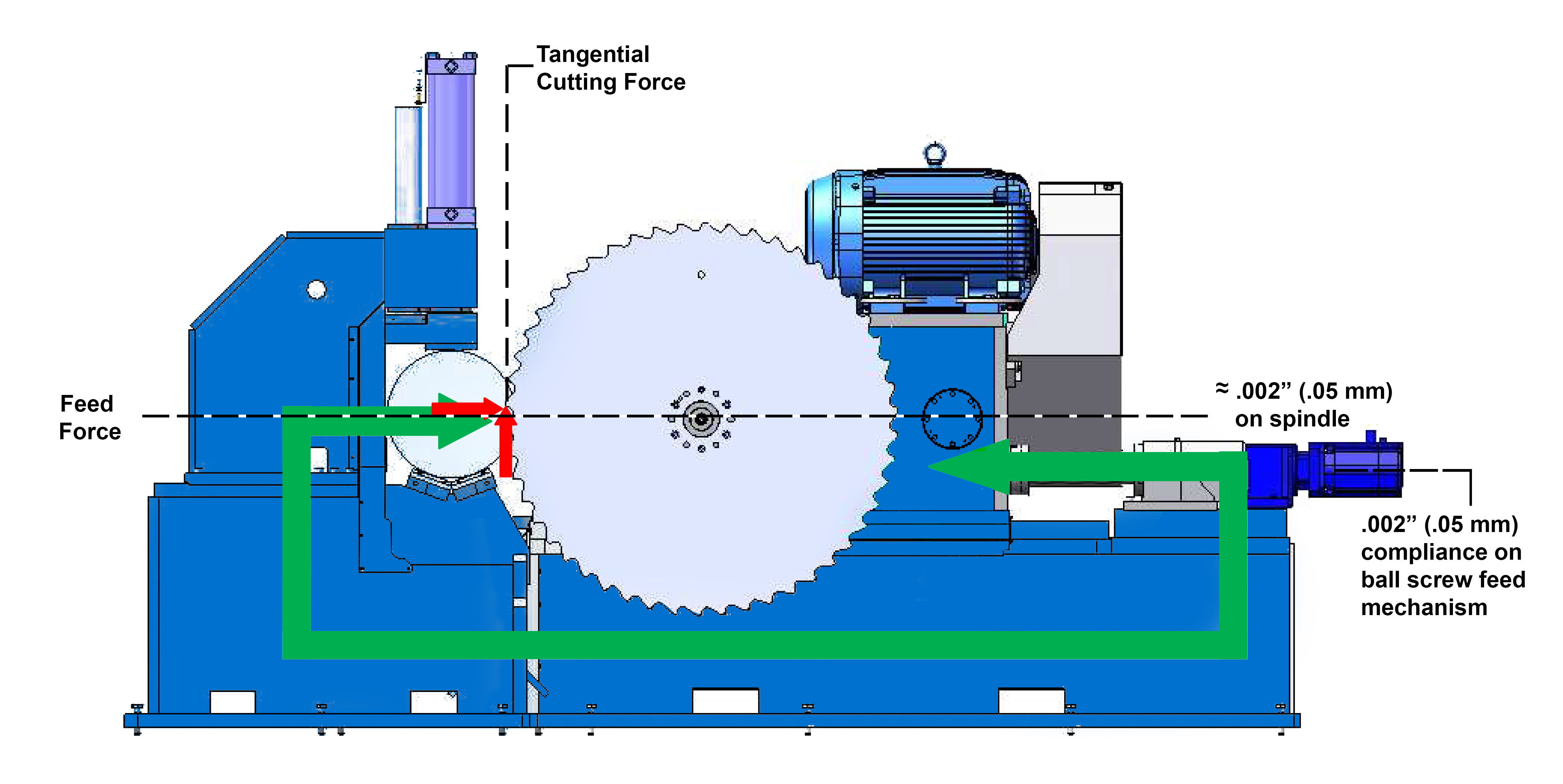
Principio di funzionamento di una segatrice a disco o circolare